# Tallarol gros
El tallarol gros, busqueret gros o busquereta mosquitera (Sylvia borin) és una espècie d'ocell de l'ordre dels passeriformes i de la família dels sílvids. Nidifica a la major part d'Europa i al Paleàrtic fins a l'oest de Sibèria i passa l'hivern a l'Àfrica subsahariana. El seu estat de conservació es considera de risc mínim.

## Morfologia
D'aspecte feixuc, cap rodó i tot ell molt uniforme, amb bec curt i cara fosca. Bru grisenc clar per dalt, més clar per sota. Amb un anell ocular clar i estret. Es pot confondre amb la bosqueta pàl·lida occidental (Hippolais opaca), però té el bec més curt i la cara més fosca. Mesura uns 14 cm i pesa entre 16 i 22 g. Duu un plomatge tristoi, de color bru clar per sota. Tot ell té un aspecte revingut. Té una esperança de vida de 10 anys.

## Ecologia
Distribuït de forma regular per la Catalunya humida i les seves zones muntanyenques, així com pels Pirineus i Prepirineus. Més localitzada i de distribució més irregular pels ambients més secs i mediterranis, pot nidificar en punts muntanyencs de Tarragona i Barcelona, així com en altres àrees interiors, sempre en les zones més humides. Més aviat és un nidificant a les terres continentals, mentre que a les terres de clima mediterrani hi és abundant en migració. Cant dolç. Nota de reclam: chec.
Migrador comú arreu del territori dels Països Catalans a l'estiu. A l'hivern visita la sabana de l'Àfrica tropical. Durant el pas migratori de la tardor és freqüent de veure'l atipant-se de figues o d'altres fruites.
Al Principat de Catalunya fa niu a l'alta muntanya i en els indrets més humits de les serralades litorals, que posseeixin, així mateix, un estrat arbustiu dens. Entre mates, la parella construeix un cau amb herbes seques i el folra amb pèls i arrels. Al maig-juny la femella pon 4 o 5 ous blancs (de vegades, tenyits d'oliva i amb taques), que ella mateixa, principalment, covarà al llarg de 12 dies. En l'engreix dels polls hi participa també el mascle. Als 10 dies, els petits deixen el niu.